# Melomics

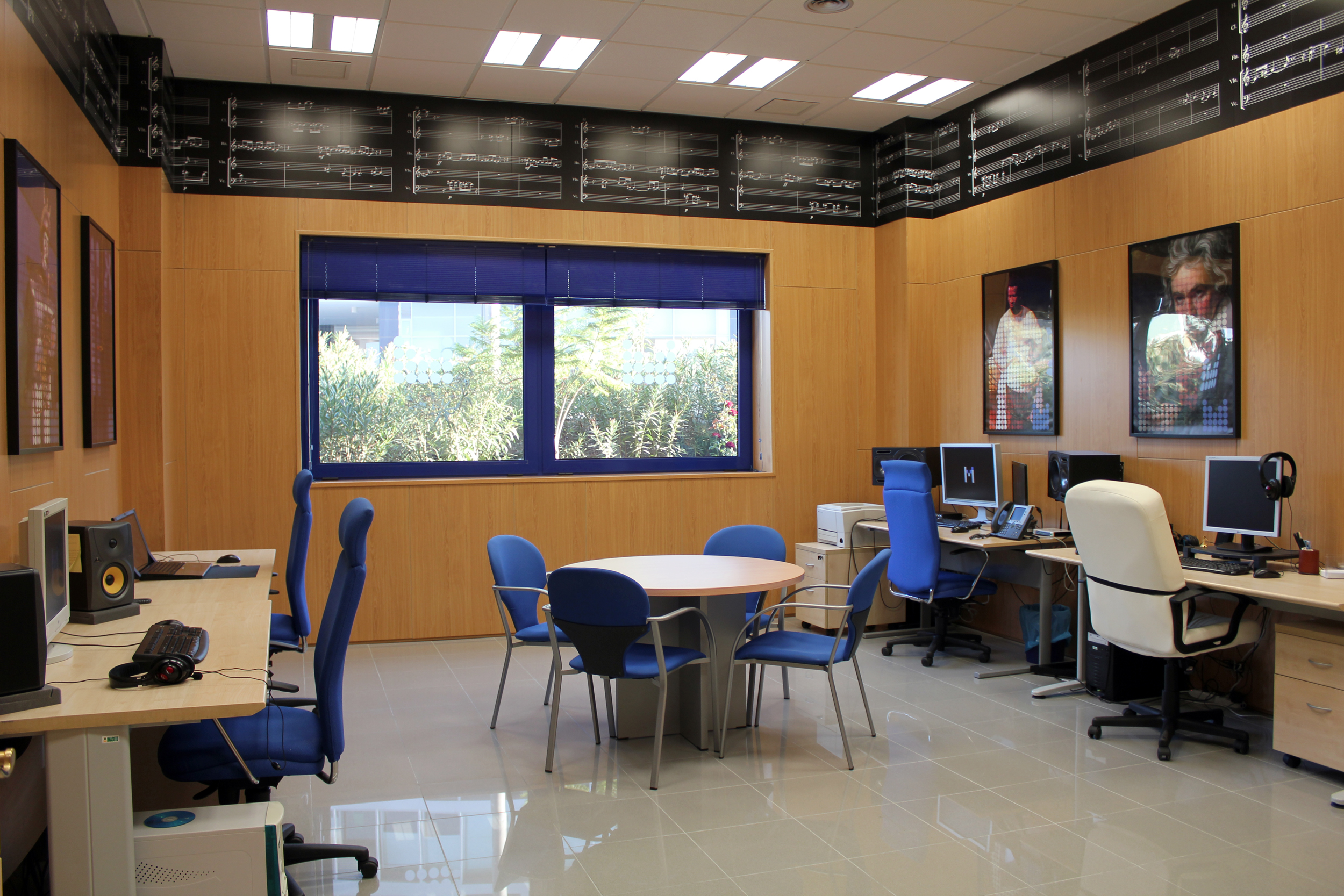
Melomics Media位於安達盧西亞科技園區的展廳

Melomics是基於生物啟發式演算法的音樂自動組合的計算系統（無人為干預），其名字源自「旋律基因組學」（genomics of melodies）。

## 技術方面
Melomics將演化演算方法應用於音樂創作，即音樂片段通過模擬演化獲得。通常基於正式與美學標準，這些主題競爭以適當的合格功能進行更好的改編。Melomics系統對基因組中的每個主題進行編碼，並且將整個音樂片段歷經演化發育生物學動態（即讀出模擬複雜胚胎發展過程的片段）。該系統完全自主，一旦開始運行，它就可以在沒有人為干預的情況下編寫音樂。
這項技術已作為學術衍生企業轉移到業界，該公司提供並重新編碼新的電腦叢集，用於創建了大量流行音樂。這類演化計算的結果存儲在Melomics的網站中，該網站現已構成一個龐大的音樂庫。其特點為有三種格式可供選擇：可播放（MP3）、可編輯（MIDI與MusicXML）及可讀（PDF）。

## 電腦叢集
Melomics計算系統包括兩個電腦叢集：Melomics109與Iamus，分別緻力於製作流行與藝術音樂。

### Melomics109：最大的流行音樂庫
Melomics109是叢集編程並集成於Melomics系統中。它的第一個產品為一個龐大的流行音樂作品庫（大約十億首作品），涵蓋所有基本音樂風格。除MP3外，所有歌曲均以可編輯格式（MIDI）提供；其音樂在創作共用授權條款許可下使用，其意味它可以免費下載使用。《0music》是由Melomics109製作發行的第一張專輯，有MP3和MIDI格式，在創作共用授權條款許可下使用。
有人認為，通過製作可供人們使用的可編輯、原創及免版稅音樂的數量，Melomics可以加速音樂商品化的過程，並改變音樂在未來的作曲與消費方式。

### Iamus：由人工智慧作曲的第一張專業當代古典音樂專輯
在Melomics系統開發的第一階段，Iamus於2010年10月15日創作了《Opus one》，可以說是由電腦以自己的風格創作的專業當代古典音樂片段，而不是試圖模仿現有作曲家的風格。《Hello World!》是Iamus電腦創作的第一部完整作品，於2011年10月15日（創作《Opus one》後一年）首播。Iamus的四部作品於2012年7月2日首播，並由馬拉加大學計算機科學學院直播，作為艾倫·圖靈年活動的一部分。此次活動演出後，倫敦交響樂團將其錄製，創作了專輯《Iamus》，《新科學人》報導稱這是第一張「完全由電腦作曲並由人類音樂家錄製的完整專輯」。

## 技術應用
Melomics的情感共鳴音樂已經在許多治療性臨床試驗中進行測試，證明其在減少對高度恐懼、急性壓力及痛苦感知方面具有效用。與標準程序相比，其中一項研究顯示在兒童刺痛試驗中，幾乎三分之二的兒童因Melomics的情感共鳴音樂使其疼痛感減少。在某些實驗中，使用免費行動應用程式在日常生活中以適應音樂，如慢跑或通勤，也用於治療用途，如減輕考試前的壓力、慢性疼痛、失眠，以及幫助孩童睡眠。
Melomics可以實時調整音樂以因應聽眾的生理演變，以及音樂品牌推廣的方式。

## 外部連結
- Melomics Homepage （页面存档备份，存于）
- Melomics page at University of Malaga (Spain)